# Sebkha el Melah (Tunesien)
Die Sebkha el Melah ist eine Sabcha an der tunesischen Küste nahe Zarzis.

## Beschreibung
Die Sebkha liegt im Gouvernement Medenine 12 Kilometer südwestlich von Zarzis direkt an der Küste geringfügig unterhalb des Meeresspiegels. Sie ist von der Küste durch Dünen getrennt, hat eine Länge von 19 km und eine mittlere Breite von 8 km. Typisch für eine Sabcha, ist die El Malah ein abflussloser Binnensee. Der einzige relevante Zufluss ist der Tidenkanal Bahar El Alouane, durch den das Becken regelmäßige über das östliche Ende mit Wasser aus dem Mittelmeer geflutet wird.
Der See entstand vor rund 5000 Jahren aus einer Lagune mit einer Wassertiefe von bis zu 30 m, die durch Küstendünen abgeschnürt wurde. Sie bedeckt rund 150 km² Fläche. Das Salz des Sees wird durch das französische Unternehmen Groupe Salins kommerziell genutzt.

## Ökologie
In seiner Flora finden sich Archaeen wie Halobacterium oder auch Schlauchpilze der Gattungen Penicillium, Cladosporium, Alternaria und Aspergillus.